# Wądzyn (województwo kujawsko-pomorskie)
Wądzyn – wieś w Polsce położona w województwie kujawsko-pomorskim, w powiecie brodnickim, w gminie Bobrowo.
W latach 1975–1998 miejscowość należała administracyjnie do województwa toruńskiego.

## Demografia
Według Narodowego Spisu Powszechnego (III 2011 r.) liczył 121 mieszkańców. Jest dziewiętnastą co do wielkości miejscowością gminy Bobrowo.